# Jacek Jezierski (Bischof)

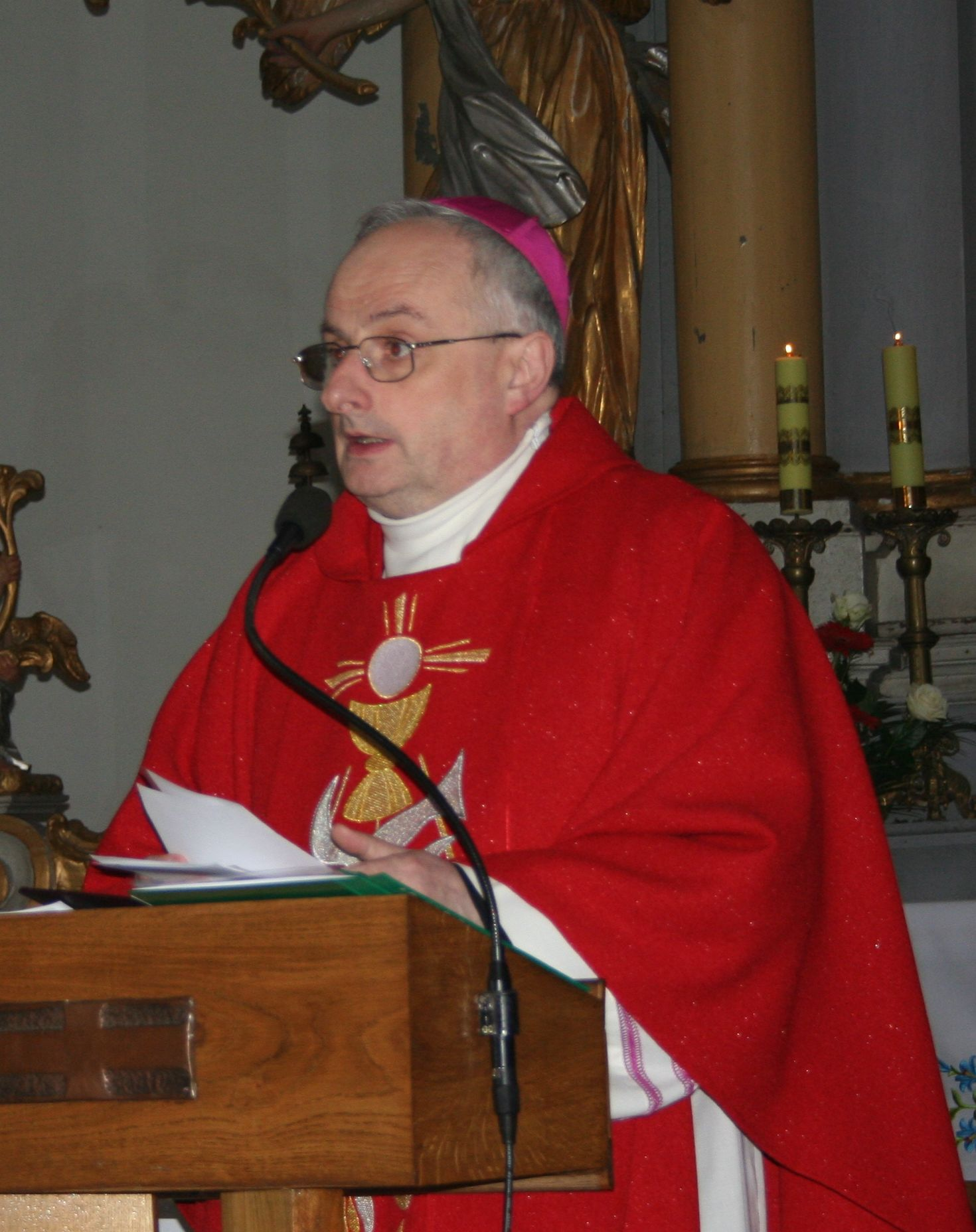
Bischof Jacek Jezierski

Jacek Jezierski (* 23. Dezember 1949 in Olsztyn) ist ein katholischer Geistlicher und Bischof von Elbląg.

## Leben
Jezierski studierte Theologie am Priesterseminar in Allenstein (1967–1974) und wurde dort am 16. Juni 1974 von Bischof Józef Drzazga zum Priester geweiht. Seine theologischen Studien setzte er an der Katholischen Universität Lublin (1978–1981) und an der Päpstlichen Universität Gregoriana in Rom (1981–1982) fort und schloss sie 1986 mit einer Promotion in Lublin ab.
In den Jahren 1977–1981 war er Seelsorger der Gehörlosen und Blinden in Elbląg. Seit 1982 ist er am Priesterseminar in Olsztyn tätig und seit 1999 Dozent an der Theologischen Fakultät der neu gegründeten Universität Ermland-Masuren. Schwerpunkte seiner Forschungsarbeit waren Geschichte des Dogmas, Lehre und Person von Kardinal Stanislaus Hosius und Theologie der Reformation.
Am 19. Februar 1994 wurde er zum Weihbischof für das Erzbistum Ermland und zum Titularbischof von Liberalia ernannt. Der Primas von Polen, Józef Kardinal Glemp spendete ihm am 5. März 1994 die Bischofsweihe. Mitkonsekratoren waren der Erzbischof von Ermland, Edmund Piszcz, und der Erzbischof von Danzig, Tadeusz Gocłowski CM. Sein Wahlspruch lautete Veritas Christi Liberat („Die Wahrheit Christi befreit“).
Papst Franziskus ernannte ihn am 10. Mai 2014 zum Bischof von Elbląg. Am 13. August 2020 bestellte ihn Franziskus zusätzlich zum Apostolischen Administrator des vakanten Erzbistums Danzig, was er bis zur am 28. März 2021 erfolgten Amtseinführung von Tadeusz Wojda SAC als Erzbischof von Danzig blieb.
Jezierski ist Vorsitzender des Caritas-Ausschusses der Polnischen Bischofskonferenz und Vorsitzender des Arbeitsausschusses für den Dialog der Römisch-katholischen Kirche mit der Polnisch-Katholischen Kirche.